# Cymatoceps nasutus
Cymatoceps nasutus is een straalvinnige vissensoort uit de familie van zeebrasems (Sparidae). De wetenschappelijke naam van de soort is voor het eerst geldig gepubliceerd in 1861 door Castelnau.